# Pirocloro
Pirocloro é um mineral. Possui ocorrência em rochas alcalinas, pegmatitos graníticos e carbonatitos.